# Ejup Ganić
Ejup Ganić (Novi Pazar, 3 marzo 1946) è un politico bosniaco.

## Biografia
È stato due volte presidente della Federazione di Bosnia ed Erzegovina: dal 1997 al 1999 e successivamente dal 2000 al 2001. Ha insegnato all'Università di Sarajevo.
Il 1º marzo 2010, su mandato del governo serbo, è stato arrestato a Londra, al Heathrow Airport . Tuttavia, come successivamente si ripeterà nel caso di Jovan Divjak, le autorità giudiziarie inglesi hanno avuto modo di constatare la totale infondatezza delle accuse mosse dalle autorità di Belgrado, definibili piuttosto come atti politici volti ad eguagliare vittime e carnefici della guerra di Bosnia, ed il 27 luglio 2010 la City of Westminster Magistrates' Court ne ha disposto il rilascio.